# Maksim Malioutsine
Maksim Siarheïevitch Malioutsine - du biélorusse : Максім Сяргеевіч Малюцін - ou Maksim Sergueïevitch Malioutine - du russe : Максим Сергеевич Малютин et en anglais : Maxim Malyutin - (né le 16 septembre 1988 à Iaroslavl en République socialiste fédérative soviétique de Russie) est un joueur professionnel de hockey sur glace Biélorusse. Il possède également la nationalité russe. Il évolue au poste de gardien de but.

## Biographie

### Carrière en club
En 2005, il commence sa carrière en senior avec l'équipe réserve du HK Vitebsk dans la deuxième division biélorusse. Un an plus tard, il joue se premiers matchs dans l'Ekstraliga avec l'équipe première. En  2008-2009 plus tard, il rejoint les rangs du Dinamo Minsk dans la Ligue continentale de hockey. Durant quatre parties disputées entre le 2 et 7 septembre 2008, il est la doublure d'Andy Chiodo. En 2010, il signe au HK Iounost Minsk. L'équipe remporte la Coupe continentale 2011.

### Carrière internationale
Il représente la Biélorussie au niveau international. Il a participé aux sélections jeunes. En février 2010, il est sélectionné pour les Jeux olympiques de Vancouver. Il est le troisième gardien de l'équipe derrière Andreï Mezine et Vital Koval mais ne dispute aucun match.

## Trophées et honneurs personnels

### Championnat du monde junior
- 2008 : nommé meilleur gardien de la Division 1, groupe B.